# Henckovce
Henckovce és un poble i municipi d'Eslovàquia. Es troba a la regió de Košice, a l'est del país. El 2017 tenia 439 habitants.

## Història
La primera referència escrita de la vila data del 1470.

## Demografia
| Godina             | 1994 | 2004    | 2014   | 2024    |
| ------------------ | ---- | ------- | ------ | ------- |
| Nombre de persones | 392  | 433     | 439    | 387     |
| Diferència         |      | +10,45% | +1,38% | −11,84% |

| Godina             | 2023 | 2024   |
| ------------------ | ---- | ------ |
| Nombre de persones | 399  | 387    |
| Diferència         |      | −3,00% |